# SimCorp

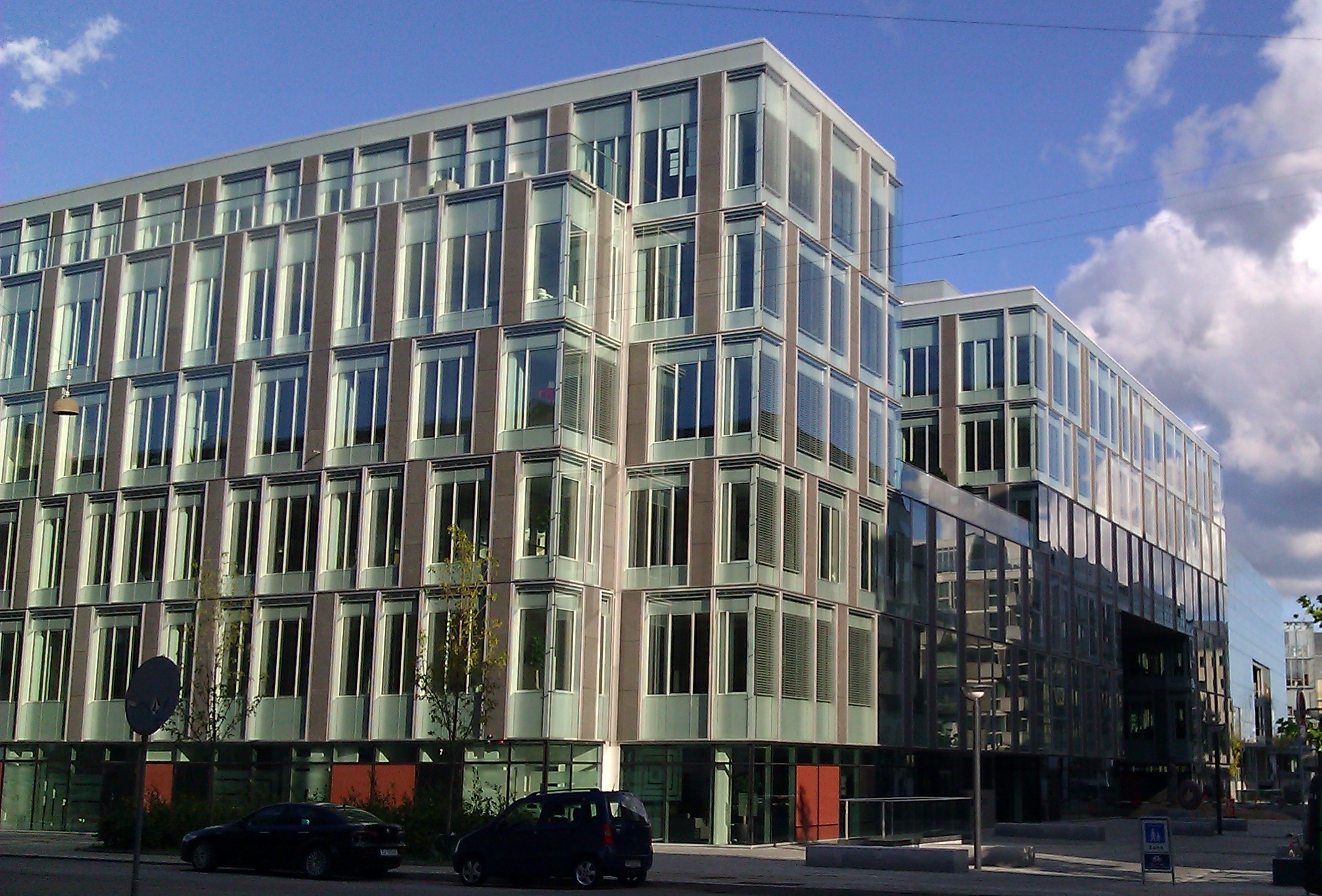
SimCorp-Sitz in Kopenhagen

SimCorp ist ein weltweit agierender Anbieter von Software für die Finanzindustrie und beschäftigt über 1.800 Mitarbeiter (Stand 2019). Das börsennotierte Unternehmen hat seinen Hauptsitz in Kopenhagen und Niederlassungen in Europa, Asien, Australien und den USA.
Mit rund 200 Mitarbeitern und Niederlassungen in Bad Homburg, Wien und Zürich betreut „SimCorp Central Europe“ die Märkte in Deutschland, Österreich, der Schweiz und dem deutschsprachigen Luxemburg.
Am 27. April 2023 machte die Deutsche Börse AG ihre Absicht öffentlich, SimCorp A/S zu übernehmen. Sie bot einen Kaufpreis von fast 4 Milliarden Euro. SimCorp empfahl den Aktionären, dem Übernahmeangebot zuzustimmen. Alle Regulatoren stimmten zu. Bis zum 20. September 2023 dienten 94 % der Simcorp-Aktionäre ihre Aktien an.
Das Kernprodukt von SimCorp heißt SimCorp Dimension.